# Pelmatochromis nigrofasciatus
Pelmatochromis nigrofasciatus är en fiskart som först beskrevs av Pellegrin, 1900.  Pelmatochromis nigrofasciatus ingår i släktet Pelmatochromis och familjen Cichlidae. IUCN kategoriserar arten globalt som livskraftig. Inga underarter finns listade i Catalogue of Life.